# Hillcrest (Auckland)
Pour les articles homonymes, voir Hillcrest.
Hillcrest est une banlieue de la cité d’Auckland, située dans l’Île du Nord de la Nouvelle-Zélande.

## Gouvernance
Depuis 2010, elle est sous la juridiction du conseil d’Auckland.

## Situation
Elle est localisée dans le secteur de North Shore, et est entourée des banlieues de Glenfield, Wairau Valley, Northcote et Birkenhead. Au nord se trouve la banlieue de Wairau Valley, au nord-est, celle de Westlake. Plus à l’est, est la ville de Takapuna`et celle de Akoranga, puis au sud, Northcote Central et au sud-ouest : Northcote West. Enfin à l’ouest s’étend Windy Ridge puis au nord-ouest, la banlieue de Marlborough.
L’Autoroute Nord d’Aukland passe vers l’est de la ville.

## Population
La population de la zone statistique de Sunnybrae, qui correspond pour une large partie à la banlieue de ‘Hillcrest’, était de 2 943 habitants lors du recensement de 2006 en NOuvelle-Zélande, en augmentation de 225 résidents par rapport à celui de 2001.

## Éducation
‘Sunnybrae Normal School’ et ‘Willow Park School’ sont des écoles mixtes, qui contribuent au primaire (allant de l’année 1 à 6) avec un taux de décile respectivement de 7 et de 9, et un effectif de 331 élèves et de 581 élèves.
L’école de ‘Willow Park’ fut fondée en 1967.